# Karabin maszynowy ZB vz. 26
ZB vz. 26 (czes. Lehky Kulomet ZB vzor 26) – czechosłowacki ręczny karabin maszynowy z okresu dwudziestolecia międzywojennego.

## Historia
ZB vz. 26 został skonstruowany przez Vaclava Holka w 1926 roku w czechosłowackich zakładach zbrojeniowych Zbrojovka Brno, które rozpoczęły jego produkcję w roku 1928. 
Licencję na jego produkcję wykupiła brytyjska firma Royal Small Arms Factory, która zmodyfikowała oryginalną konstrukcję i wprowadziła do uzbrojenia jako karabin maszynowy Bren. Licencyjną produkcję podjęto też w Jugosławii i w Chinach; Japończycy skopiowali częściowo broń konstruując swój karabin maszynowy Typ 96, a Hiszpanie – budując km FAO.
Poprawiona wersja z nieznacznie zmienioną konstrukcją wewnętrzną i sposobem produkcji była znana jako karabin maszynowy ZB vz. 30.
Broń ta używana była między innymi w armii czechosłowackiej, chińskiej, rumuńskiej, słowackiej, litewskiej, sowieckiej, północnokoreańskiej i jugosłowiańskiej. W Czechosłowacji służył także za uzbrojenie lekkich samochodów pancernych takich jak OA vz. 30 lub OA vz. 27 i tankietki Tančik vz. 33. Po zajęciu Czechosłowacji przez III Rzeszę ZB vz. 26 trafił na wyposażenie jednostek Waffen-SS pod nazwą MG-26(t).

## Budowa i działanie
Broń miała bardzo prostą konstrukcję, łatwą do rozkładania i czyszczenia. Działała na zasadzie odprowadzenia gazów prochowych przez boczny otwór w lufie; gazy popychały długi tłok, umieszczony pod lufą, którego ruch odryglowywał zamek. Cylinder tłoka wyposażony był w zawór gazowy, pozwalający na regulację ciśnienia. Ryglowanie zamka przez przekoszenie w płaszczyźnie pionowej. Główna sprężyna powrotna była w kolbie, druga, mniejsza, u nasady kolby łagodziła uderzenie zespołu zamka podczas jego ruchu.
Lufa szybkowymienna, ożebrowana dla ułatwienia chłodzenia. Zasilanie z dwurzędowego magazynka mieszczącego 20 naboi (lub także 30), umieszczonego na górze broni; gniazdo magazynka wyposażone w pokrywę przeciw kurzowi. Łuski wyrzucane były przez okno na spodzie broni, także wyposażone w pokrywę, automatycznie otwierającą się po ściągnięciu spustu. Spust wyposażony był w przełącznik ognia/bezpiecznik, pozwalający na strzelanie ogniem ciągłym i pojedynczym.
Ze względu na umieszczenie magazynka na górze broni, przyrządy celownicze zamontowane były z lewej strony, równolegle do lufy, na zespole gazowym. 